# Puta der Ältere von Častolowitz
Puta der Ältere von Častolowitz (Vorname auch: Puota, Puotha; Nachname auch: Czastolowitz; Tschastolowitz; tschechisch Půta starši z Častolovic; † 1397) war ein ostböhmischer Adeliger. Er entstammte dem Adelsgeschlecht Častolowitz und bekleidete im Königreich Böhmen hohe Ämter.

## Werdegang
Puta d. Ä. ist erstmals für das Jahr 1342 nachgewiesen. Damals erhob König Johann von Luxemburg das Dorf Častolowitz, welches im Besitz Putas war, zum Städtchen. König Karl IV. ernannte ihn 1352 zum Burggrafen von Pottenstein. 1350–1369 besaß er die Burg Liebenau im Waldenburger Bergland. Nach einer Tätigkeit am Prager Königshof bekleidete er von 1368 bis 1377 das Amt des Landeshauptmanns von Frankenstein und 1366–1378 des Landeshauptmanns des Glatzer Landes. Daneben verwaltete er 1372–1380 die Niederlausitz und 1377 einen Teil von Brandenburg. Unter Karls Nachfolger Wenzel war Puta 1384–1386 Hauptmann von Luxemburg und ab 1395 bis zu seinem Tod wiederum Hauptmann der Niederlausitz.
1387 erwarb er zusammen mit Boček II. von Podiebrad von den Brüdern Jan und Jaroslav von Meziříčí die Herrschaften Skuhrov und Rychmberk im Vorland des Adlergebirges. Da er diese beiden Herrschaften 1396 seiner Schwiegertochter Anna überschrieb, müssen sie in diesem Jahr in seinem alleinigen Besitz gewesen sein.
Sein gleichnamiger Sohn Puta (erstmals nachgewiesen mit seinem Vater für 1365) war mit Anna († 1440/54), die Tochter des Herzogs Johann II. von Teschen-Auschwitz, verheiratet. Dieser Ehe entstammte der Sohn Puta der Jüngere (III.) von Častolowitz.